# Comic Yuri Hime S
Comic Yuri Hime S (コミック百合姫S Komikku Yuri Hime S?, lit. Comic Lily Princess S) es una revista de Manga del género Yuri publicada por Ichijinsha. El primer número fue publicado el 18 de junio de 2007. Es la revista hermana de Comic Yuri Hime. Los contribuyentes son en su mayoría mangakas de los géneros shōnen y seinen. La revista está dirigida a lectores masculinos, e incluye elementos Moé. En el 2010 se fusionó con Comic Yuri Hime.

## Manga serializado
- Cassiopeia Dolce
- Honey Crush
- Flower Flower
- Konohana Link
- Marriage Black
- Minus Literacy
- Nanami to Misuzu
- Otomeiro StayTune
- Otome Kikan Gretel (descontinuado)
- Wife and Wife
- YuruYuri